# قلبم متعلق به توست
دلم برای توست (به هندی: Dil Hai Tumhaara) یا قلب من مال تو یک فیلم عاشقانه و درام هندی محصول سال ۲۰۰۲ به کارگردانی کوندان شاه است. در این فیلم بازیگرانی همچون ریکا، پریتی زینتا، ماهیما چودری، آرجون رامپال، جیمی شرگیل، آلوک نات، آنجان سیرواستاو نقش‌آفرینی کرده‌اند. اگرچه این فیلم در زمان اکران یک شکست تجاری بود، بازی زینتا مورد ستایش منتقدان قرار گرفت و نامزدی بهترین بازیگر زن را به دست‌آورد. در خلاصه داستان ساریتاجی «ریکا» که دو دخترش را بزرگ می‌کند، می‌ترسد که تاریخ تکرار شود، زمانی که هر دوی آنها عاشق یک پسر شوند.
این فیلم عموماً نقدهای متفاوت و مثبتی دریافت کرد، اما بازی پریتی زینتا به طور جهانی ستایش منتقدان را در پی داشت.

## داستان
شالو (پریتی زینتا) یک دختر جوان و دوست‌داشتنی است که با مادرش ساریتا (ریکا) و خواهر بزرگترش نیمی (ماهیما چودری) زندگی می‌کند. شالو و نیمی خواهر ناتنی هستند، اما خودشان بی‌خبرند. شالو دختر شکار شوهر فقید ساریتا و زنی است که با او رابطه داشته است. شکار که در یک تصادف رانندگی با مادر اصلی و تنی شالو مجروح شد، از ساریتا التماس کرد که شالو را مانند دختر خودش بزرگ کند.
اگرچه ساریتا شالو را به فرزندی پذیرفت، اما نمی‌تواند عشقی را که نسبت به نیمی دارد به او نیز داشته باشد. از طرف دیگر شالو مدام هوس محبت مادرش را می‌کند. شالو به دنبال جلب توجه است و با سرکشی تلافی می‌کند. نیمی، شالو را بسیار دوست دارد و دائماً از او دفاع می‌کند، اگرچه حاضر نیست در مورد مادرش بد فکر کند یا طرفی کسی بگیرد.
پسر جوانی به نام دو خانا (آرجون رامپال) وارد زندگی این دو خواهر می‌شود. دیو و شالو در ابتدا با هم کنار نمی‌آیند اما کم‌کم عاشق هم می‌شوند. با این حال، شرایط باعث می‌شود نیمی باور کند که دیو عاشق اوست. ساریتا که فقط از جنبهٔ نیمی ماجرا را می‌داند، از طرف نیمی به پدر دیو (الوک نات) پیشنهاد ازدواج می‌دهد. آقای خانا غافلگیر می‌شود زیرا او فکر می‌کند دیو و شالو عاشق هم هستند. وقتی ساریتا می‌بیند که دیو و شالو عاشق هم هستند، به این نتیجه می‌رسد که شالو دیو را از نیمی دزدیده است، همان‌طور که مادر شالو شکار را از او دزدیده بود. او با عصبانیت واقعیت را به نیمی آشکار می‌گوید.
شالو که از اتفاقی که برای والدین خود افتاده شوکه شده، تصمیم می‌گیرد دیو را قربانی کند تا مادر و خواهرش را خوشحال کند. دیو غمگین در نهایت موافقت می‌کند که با نیمی ازدواج کند تا شالو را خوشحال کند. نیمی متوجه می‌شود که مشکلی در شالو وجود دارد، اما شالو با گفتن اینکه عاشق سمیر (جیمی شرگیل)، دوست دوران کودکی‌اش که سال‌ها عاشق او بوده، این حقیقت را پنهان می‌کند.
در روز نامزدی، رقبای سیاسی ساریتا سعی می‌کنند از واقعیت نامشروع شالو برای تهدید ازدواج نیمی با دیو که از خانواده‌ای سرشناس است استفاده کنند. شالو کار را به‌عهده می‌گیرد، با عجله به خانهٔ دیو می‌رود و در آنجا علناً اعلام می‌کند که از ازدواج زنی دیگر با پدرش به دنیا آمده و می‌گوید که این دلیلی بر مهربانی و سخاوت ساریتا است که شالو را به فرزندی قبول کرده است. آقای خانا تحت‌تأثیر شجاعت شالو قرار می‌گیرد و قول می‌دهد که هیچ‌چیز جلوی عروسی را نخواهد گرفت.
ساریتا مخفیانه شاهد اعتراف شالو است و عمیقاً تحت‌تأثیر قرار می‌گیرد. او از اینکه چگونه با شالو رفتار کرده شرمنده است و برای اولین‌بار همدیگر را در آغوش می‌گیرند. ساریتا به شالو می‌گوید که اگر او و دیو واقعاً عاشق هم هستند، نیمی را منصرف کند. شالو قبول نمی‌کند و می‌گوید حالا که مورد محبت و عشق مادرش قرار گرفته، چیز دیگری نمی‌خواهد.
نیمی بسیار خوشحال است که مادرش شالو را پذیرفته، اما او هنوز احساس می‌کند یک‌چیزی در مورد خواهرش درست نیست. او خیلی زود از کل ماجرا از زبان سمیر باخبر می‌شود و با خوشحالی برای شالو، از ازدواج منصرف شده و شالو و دیو با هم ازدواج می‌کنند.